# Constanza da Varano
Constanza da Varano (Camerino, 1426–Pesaro, 1447) va ser una dama i poetessa italiana, coneguda per haver escrit diverses cartes, oracions i poemes en llatí.
Nascuda en una família noble italiana, era filla de Piergentile da Varano i Elizabetta di Galeazzo Malatesta. Durant la infantesa, el 6 de setembre de 1433 el seu pare va ser executat a causa d'acusacions més o menys certs i de l'enemistat dels seu germans. L'any següent la seva mare, amb ella i els seus germans, es veu obligada a refugiar-se a la casa paterna de Pesaro, a causa d'una revolta a Camerino, sembla que promoguda per Francesco Sforza. En aquest nou ambient, Constanza és educada pel mestre Antonio di Sante de Strullis da Coldazzo, notari de la ciutat, però sobretot per la seva àvia, Battista de Montefeltro, una de les dones més cultes del moment. El 8 de desembre de 1444 es va casar amb Alessandro Sforza, senyor de Pesaro, i el 5 de juliol de 1447 va tenir el seu fill, Constanza. El part li costaria la vida, perquè va morir vuit dies després.
Enquadrada dintre del Renaixement italià, concretament del Quattrocento, és autora d'una sèrie de cartes i pregàries que van ser recollides i publicades per Paolo Maria Paciaudi a Miscellanea di varie operette (Venècia, 1743), després per Giovanni Lami a Catalogus codicum manuscriptorum qui in Bibliotheca Riccardiana florentina adservantur (Liorna, 1756), quatre dels seus poemes llatins per Nicola Ratti a Della famiglia Sforza (Roma, 1795) i un altre per Domenico Michiel a Elogio storico di Constanza da Varona degli antichi principi di Camerino (Venècia, 1807). Les dues oracions i algunes carta van ser publicades per Battista Feliciangeli el 1894.